# José Ignacio González Viña
José Ignacio González Viña (El Puerto de Santa María, España; 4 de agosto de 1957) fue un futbolista español que se desempeñaba como delantero.

## Clubes
| Club         | País   | Año         |
| ------------ | ------ | ----------- |
| CD Castellón | España | 1979 - 1989 |